# Ligand pontant

Exemple d'un ligand pontant µ.

Un ligand pontant est un ligand qui se connecte à deux atomes ou plus, généralement des ions métalliques, ce ligand pouvant être atomique ou polyatomique.  Virtuellement, tous les complexes organiques sont des ligands pontants, ce terme est donc réservé à des petits ligands tels que les pseudohalogénures ou des ligands spécifiquement conçus pour se lier à deux atomes métalliques.
En nomenclature des complexes, lorsqu'un seul atome se ponte à deux atomes métalliques, on précède le nom du ligand de la lettre grecque μ (mu), avec un numéro en exposant décrivant le nombre d'atomes métalliques pontés au ligand. Dans le cas des ligands pontés à deux atomes, la notation μ2 est souvent plus simplement notées μ. 

## Exemples de ligands pontants
Virtuellement tous les ligands sont pontants, à l'exception des amines et de l'ammoniac. 
On compte parmi les ligands pontants inorganiques particulièrement courants :
- OH−,
- O2−,
- S2−,
- SH−,
- NH2−
- NH2− (imido)
- N3− (nitrido)
- CO
- Halogénures
- H−
- CN−

Les cyanures forment en général des ponts par liaisons M-NC-M', contrairement aux autres éléments de cette liste.
Beaucoup de ligands organiques forment des ponts forts avec des centres métalliques. Beaucoup de ces ligands courants incluent les dérivés organiques des ligands inorganiques ci-dessus (R = alkyle, aryle):
- OR−,
- SR−,
- NR2−
- NR2− (imido)
- P3− (phosphido)
- PR2− (phosphido également)
- PR2− (phosphinidino)

## Ligands polyfonctionnels
Les ligands polyfonctionnels peuvent s'attacher aux métaux de diverses façons, et donc se ponter à eux de diverses façons également, notamment en partageant un atome ou plusieurs atomes. Des exemples de tels ligands polyatomiques sont les oxoanions CO32− et leurs carboxylates, PO43− correspondants, ou encore les polyoxométallates. Plusieurs ligands organophosphorés possèdent cette paire de centres métalliques pontés, l'un des exemples les plus connus étant le Ph2PCH2PPh2.

## Exemples
| Composé | Formule                     | Description |
| ------- | --------------------------- | --- |
|         | {(Fe(III)(OH2)4)2(µ-OH)2}4+ | Dans cet exemple l'hydroxyde joue le rôle d'un ligand pontant μ2. |
|         | (η6-C6H6)2Ru2Cl2(µ-Cl)2     | Dans ce complexe particulier, deux ligands chlorure sont terminaux et deux autres sont pontants μ2. Le « η » en début de la formule indique l'hapticité des ligands benzène. |
|         | B2H6                        | Le composé borane classique, le diborane contient deux hydrures pontants μ2.                                                                                                 |
|         | (Co(CO)3)3(μ3-(C-tBu))      | Ce composé contient un ligand carbyne (C-tBu) pontant μ3. |